# Filgueira (Lousame)
Filgueira es una aldea situada en la parroquia de Lousame en el municipio de Lousame, provincia de La Coruña, Galicia, España. 
En 2021 tenía una población de 36 habitantes (19 hombres y 17 mujeres). Está situada a 104 metros sobre el nivel del mar a 5,8 km de la cabecera municipal. Las localidades más cercanas son Chave, Seixido, Portela, Aldeagrande y Gandarela.